# Canal+ (österreichischer Streaming-Dienst)
Canal+ Austria ist ein Streamingdienst, der von der Canal+ Group gegründet wurde. Der Dienst startete in Österreich am 15. März 2022 zusammen mit dem linearen Fernsehkanal Canal+ First. Er ist der erste österreichische Streaming-Dienst mit einem eigenen Fernsehsender Canal+ First.

## Produkte
Mit dem Streamingdienst Canal+ Austria können Filme und Originalinhalte von Studiocanal, Filme von Kinowelt TV, Filmtastic und Serien von Lionsgate+ sowie über 250 österreichische Filme und Serien empfangen werden.
Neben dem Streaming-Angebot bietet der lineare Kanal Canal+ Action europäische Serien, Dokumentationen und Spielfilme sowie internationale Blockbuster und österreichische Produktionen an.
Canal+ Action (ehemals Canal+ First genannt) ist über die Kabel- und Satellitenbetreiber A1 und HD Austria sowie Sky Österreich verfügbar.

## Unternehmensform
Gesellschaft mit beschränkter Haftung (Gesellschafter: A1 Telekom Austria AG zu 49 % und Canal+ Luxembourg S.à r.l. zu 51 %)